# Bele Vode, Šoštanj
Bele Vode este o localitate din comuna Šoštanj, Slovenia, cu o populație de 240 de locuitori.